# Hormidium
Hormidium é um género botânico pertencente à família das orquídeas (Orchidaceae). Foi proposto por Heynhold sobre material de John Lindley, publicado em Nomenclator Botanicus Hortensis 1: 880, em 1841, o Hormidium pygmaeum (Hook.) Benth. & Hook.f. ex Hemsl., originalmente descrito por Hooker como Epidendrum pygmaeum é sua espécie tipo. Hormidium significa estar enfileirado como contas em um colar em referência à maneira que nascem os pseudobulbos sobre o rizoma dessas espécies.

## Distribuição
O gênero Hormidium é composto por cerca de quatro pequenas espécies epífitas, raro rupícolas, de crescimento escandente, reptante ou aéreo, que formam grandes touceiras, espalhadas por quase toda a América Latina, desde o México, sul da Flórida e Caribe até o sul do Brasil, em matas abertas e florestas úmidas. Apenas uma espécie registrada para o Brasil.

## Descrição
Apresentam rizoma longo e radicífero que se ramifica muito, formando sobre a sua hospedeira ou rochas grandes mantas de pseudobulbos espaçados, lisos, mais ou menos fusiformes, com até quatro folhas, guarnecidos por Baínhas laterais. folhas subcoriáceas, elíptico-lanceoladas. inflorescência muito curta, ostentando apenas uma ou duas flores em pequenas panículas ou fascículos sésseis que brotam de pequena espata presente na extremidade do pseudobulbo.
As flores são muito pequenas, carnosas, apresentam sépalas lanceoladas, sendo as laterais um tanto quanto côncavas, soldadas à base do labelo. pétalas bem mais estreitas e longas que as sépalas, de forma linear-lanceolada, da mesma cor das sépalas. labelo profundamente trilobado, com lobos laterais grandes envolvendo a coluna e na base soldado à mesma, e central muito pequeno agudo ou ligulado. A coluna terminada em três dentes variáveis mas similares que parcialmente recobrem a antera, contém quatro polínias.

## Taxonomia
Como já expusemos em detalhes ao tratar de Prosthechea, a validade do gênero Hormidium é bastante controversa. Seguindo a divisão proposta por Withner & Harding, aceitamos aqui este gênero com as observadas as ressalvas mencionadas em Prosthechea.

## Espécies
1. Hormidium pseudopygmaeum Finet, Bull. Herb. Boissier 7: 121 (1899).
2. Hormidium pygmaeum (Hook.) Benth. & Hook.f. ex Hemsl., Biol. Cent.-Amer., Bot. 3: 218 (1884).
3. Hormidium racemiferum (Dressler) Withner & P.A.Harding, Cattleyas & Relatives: Debatable Epidendrums: 157 (2004).
4. Hormidium rhynchophorum (A.Rich. & Galeotti) Withner & P.A.Harding, Cattleyas & Relatives: Debatable Epidendrums: 158 (2004).